# Geraldo Pereira
Pour les articles homonymes, voir Pereira.
Geraldo Theodoro Pereira, né le 23 avril 1918 à Juiz de Fora et mort le 8 mai 1955 à Rio de Janeiro, est un  sambiste et compositeur brésilien. 
Il est le plus grand représentant de la samba syncopée.

## Biographie
Geraldo Pereira naît le 23 avril 1918 à Juiz de Fora. Fils de Sebastão Maria et de Clementina Maria Teodoro, il a trois frères.
En 1930, il s'installe à Rio de Janeiro chez son frère aîné, Manoel Araújo, connu sous le nom de Mané-Mané, qui vit à Santo Antônio, Morro da Mangueira.
En 1931, il entre à l'Escola Pará, à Vila Isabel, puis à l'Escola Olímpia do Couto, où il termine ses études primaires. À cette époque, il rencontre Buci Moreira, Padeirinho et Fernando Pimenta, qui ont le même âge que lui et qui deviendront de futurs danseurs de samba.
Peu de temps après, il cesse de travailler dans l'échoppe de son frère et est employé comme souffleur de verre à la verrerie José Scaroni, Rua Gonzaga Bastos, où il reste peu de temps. À cette époque, il participe déjà à des cercles de samba à Morro da Mangueira, chez Alfredo Português.
À l'âge de 18 ans, il obtient son permis de conduire et est embauché par la mairie de Rio de Janeiro pour conduire le camion de nettoyage urbain, un emploi qu'il conserve toute sa vie. Il apprend à jouer de la guitare avec Aluísio Dias et Cartola. Vers 1940, il rencontre Isabel, le grand amour de sa vie, qui lui inspire des sambas telles que Acabou a sopa, enregistrée en 1940 par Ciro Monteiro, et Liberta meu coração, enregistrée en 1947 par Abílio Lessa.
Certains le considèrent comme un innovateur de la musique populaire brésilienne et comme l'un des plus grands compositeurs de samba.
Geraldo Pereira meurt le 8 mai 1955 à Rio de Janeiro d'une hémorragie intestinale à l'âge de 37 ans, à la suite d'une bagarre dans un bar de Lapa avec la légendaire crapule « Madame Satã ».